# Lukavica (Prešov)
Lukavica é um município da Eslováquia, situado no distrito de Bardejov, na região de Prešov. Tem 8,29 km² de área e sua população em 2018 foi estimada em 374 habitantes.

## Demografia
| Ano:        | 1994 | 2004   | 2014  | 2024   |
| ----------- | ---- | ------ | ----- | ------ |
| Broj ljudi: | 399  | 375    | 381   | 371    |
| Razlika:    |      | -6,01% | +1,6% | -2,62% |

| Ano:               | 2023 | 2024   |
| ------------------ | ---- | ------ |
| Número de pessoas: | 376  | 371    |
| Diferença:         |      | -1,32% |